# The Specials - Fuori dal comune
The Specials - Fuori dal comune (Hors normes) è un film del 2019 diretto da Olivier Nakache e Éric Toledano.
La pellicola tratta il tema dell'autismo in Francia, con i registi che sono anche autori del soggetto e della sceneggiatura che traspongono la storia vera di due uomini impegnati nel sociale, uno di religione ebrea, uno di religione musulmana, uniti nell'affrontare casi che le strutture pubbliche, per lo più, non riescono o non vogliono trattare.

## Trama
Bruno e Malik vivono da 20 anni in un mondo a parte, quello dei bambini e degli adolescenti con forme di autismo gravi. Malik, con la sua associazione, addestra giovani provenienti da quartieri difficili per la supervisione di questi casi. Bruno gestisce strutture, non ufficialmente autorizzate, in cui i ragazzi possono essere seguiti individualmente e accompagnati a rendersi il più possibile autonomi, grazie all'aiuto dei giovani formatisi con Malik.
L'associazione di Bruno ha problemi economici dovuti anche al fatto che lui non è in grado di dire di no alle richieste. Quando un'indagine mette in dubbio la legittimità del suo operato, tutti i suoi collaboratori testimoniano quanto positivo sia il contributo della sua associazione al bene comune e ai singoli ragazzi ospitati. La stessa gestrice di un reparto per malati neuropsicologici gravi si chiede se l'applicazione dei protocolli medici sia efficace quanto i metodi "fuori dal comune" applicati da Bruno e dai suoi, i cui risultati sono evidenti.
Bruno, senza piegarsi all'omologazione, riuscirà a mantenere la sua associazione e ad ottenere risultati straordinari, non senza enorme fatica, ma forse finalmente senza ostacoli da parte di autorità ottuse.

## Produzione
Le riprese sono iniziate a settembre 2018 e sono durate 3 mesi, tra Parigi e Île-de-France.

## Distribuzione
È stato presentato in anteprima fuori concorso al 72º Festival di Cannes il 25 maggio 2019, come film di chiusura della kermesse. È stato distribuito nelle sale cinematografiche francesi a partire dal 23 ottobre 2019 da Gaumont. In Italia doveva uscire il 29 ottobre 2020, ma a causa della chiusura delle sale viene distribuito in streaming dal 18 novembre 2020. È stato trasmesso in prima visione su Rai 3 il 1º aprile 2022.

## Riconoscimenti
- 2020 - Premio César[5]
  - Candidatura per il miglior film
  - Candidatura per il miglior regista a Olivier Nakache e Éric Toledano
  - Candidatura per il miglior attore a Vincent Cassel
  - Candidatura per il miglior attore a Reda Kateb
  - Candidatura per la migliore attrice non protagonista a Hélène Vincent
  - Candidatura per la migliore promessa maschile a Benjamin Lesieur
  - Candidatura per la migliore sceneggiatura originale a Olivier Nakache e Éric Toledano
  - Candidatura per il César del pubblico